# سیستئین
سیستئین (به انگلیسی: Cysteine) یک آلفاآمینو اسید با فرمول HO2CCH(NH2)CH2SH است که در بدن انسان در ترکیب پروتئین‌های مختلفی به‌کار رفته‌است. این ترکیب شیمیایی دارای شناسه پاب‌کم ۵۸۶۲ است. شکل ظاهری این ترکیب، پودر یا بلورهای سفید است. این اسیدآمینه در رژیم غذایی انسان ضروری نیست و می‌تواند از متابولیسم ترکیباتی مانند متیونین تولید شود. سیستئین در منابع حیوانی مانند تخم‌مرغ، لبنیات و گوشت مرغ و منابع گیاهی مانند پیاز، کلم بروکلی و غلات و در موی انسان و خوک یافت می‌شود.
اسیدهای آمینهٔ حاوی گوگرد سیستئین و متیونین به‌راحتی نسبت به سایر اسیدهای آمینه اکسید می‌شوند.

## تولید صنعتی
بیشتر ال-سیستئین به‌صورت صنعتی از هیدرولیز مواد حیوانی مانند پرهای پرندگان یا موی خوک به‌دست می‌آید. شواهد کمی وجود دارد که از موهای انسان به‌عنوان مادهٔ اولیه استفاده می‌شود. اما استفاده از آن برای افزودنی‌های غذایی و محصولات آرایشی در اتحادیه اروپا، به صراحت ممنوع است.
چین یکی از تولیدکنندگان اصلی مواد صنعتی از سیستئین است.بیشترین مصرف آن در کشور آمریکا است که برای تهیهٔ نان، شیرینی، پیراشکی، دونات و.. با علامت اختصاری آن E920 استفاده می‌شود.